# جائزة غرامي لأفضل أداء ميتال
جائزة الغرامي لأفضل أداء ميتال (بالإنجليزية: Grammy Award for best Metal performance)‏ هي جائزة تقدمها الأكاديمية الوطنية لتسجيل الفنون والعلوم (NARAS) سنويا ضمن حفل توزيع جوائز الغرامي.تهم صنف موسيقى الميتال.